# A Magyar Szent Korona Országai
A „Magyar Szent Korona Országai”  a magyar király névleges vagy tényleges uralma alatt álló területek elnevezése volt.

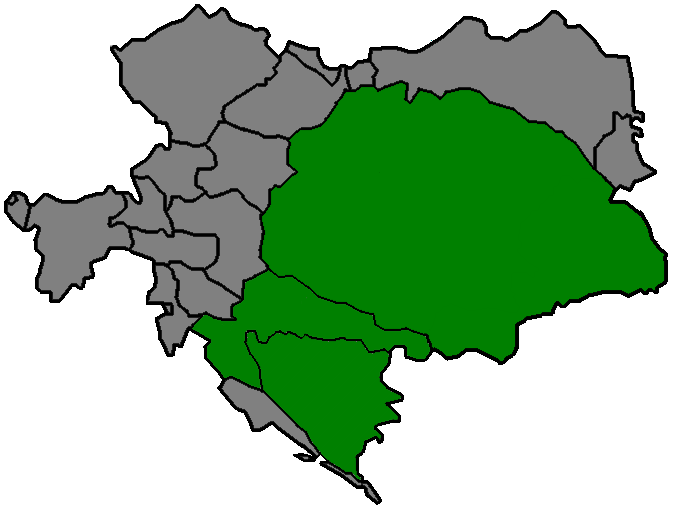
Magyar Szent Korona Országai 1914-ben: A Magyar és a Horvát–Szlavón Királyság, valamint a Bosznia-Hercegovinai Kondomínium

Különbözik a Szent István Koronájának Országaitól, amely az Osztrák–Magyar Monarchia magyar részének teljes alárendeltsége alatt állt 1867. március 30-tól 1918. november 16-ig. Így a Magyar Szent  Korona Országai a későbbi Szent István Koronájának Országainak részét képezte 1867-től 1918-ig.

## A címek története

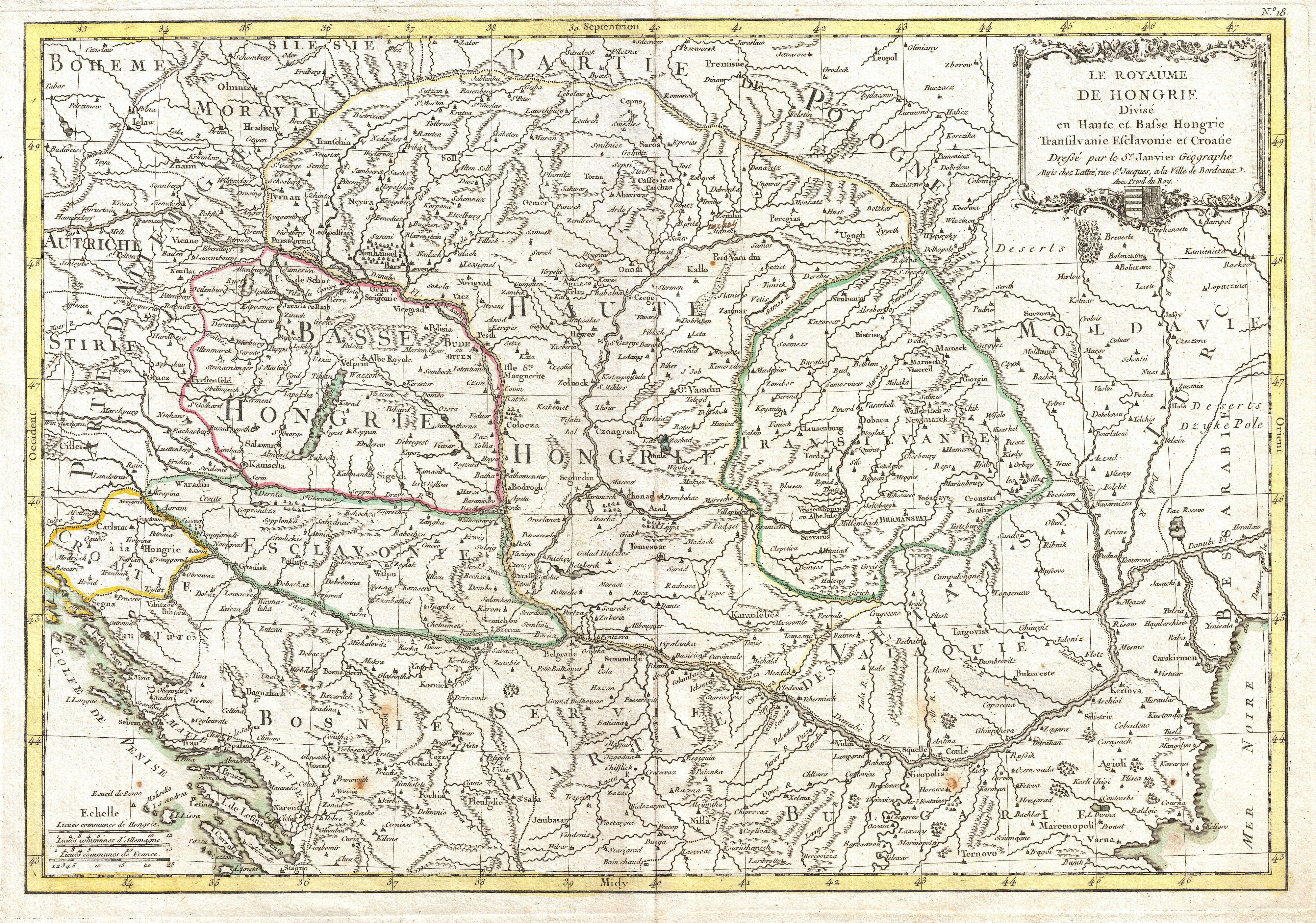
Le Sieur Janvier Magyarország térképe (1771)

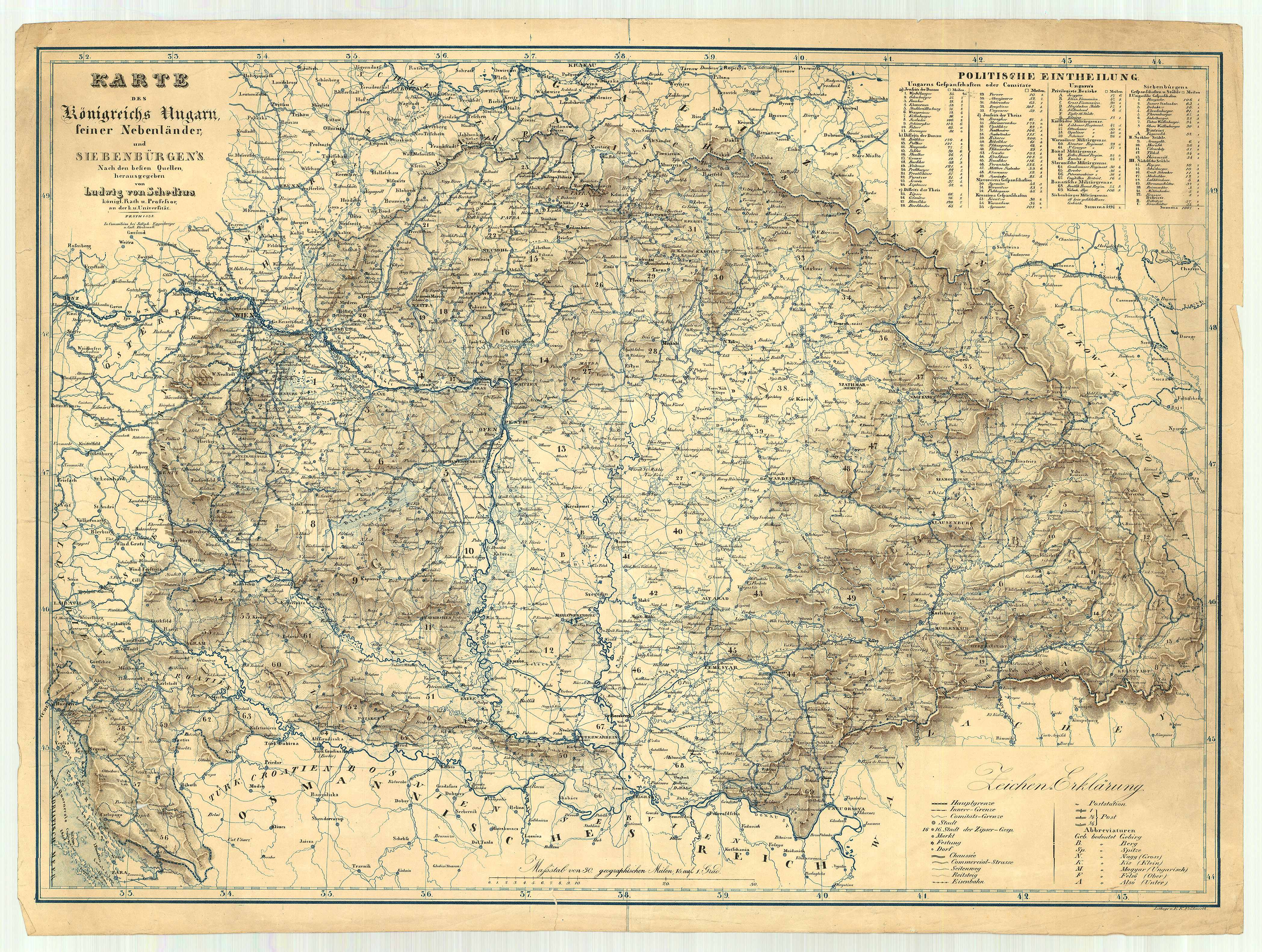
Johann Ludwig von Schedius térképe 1838-ból

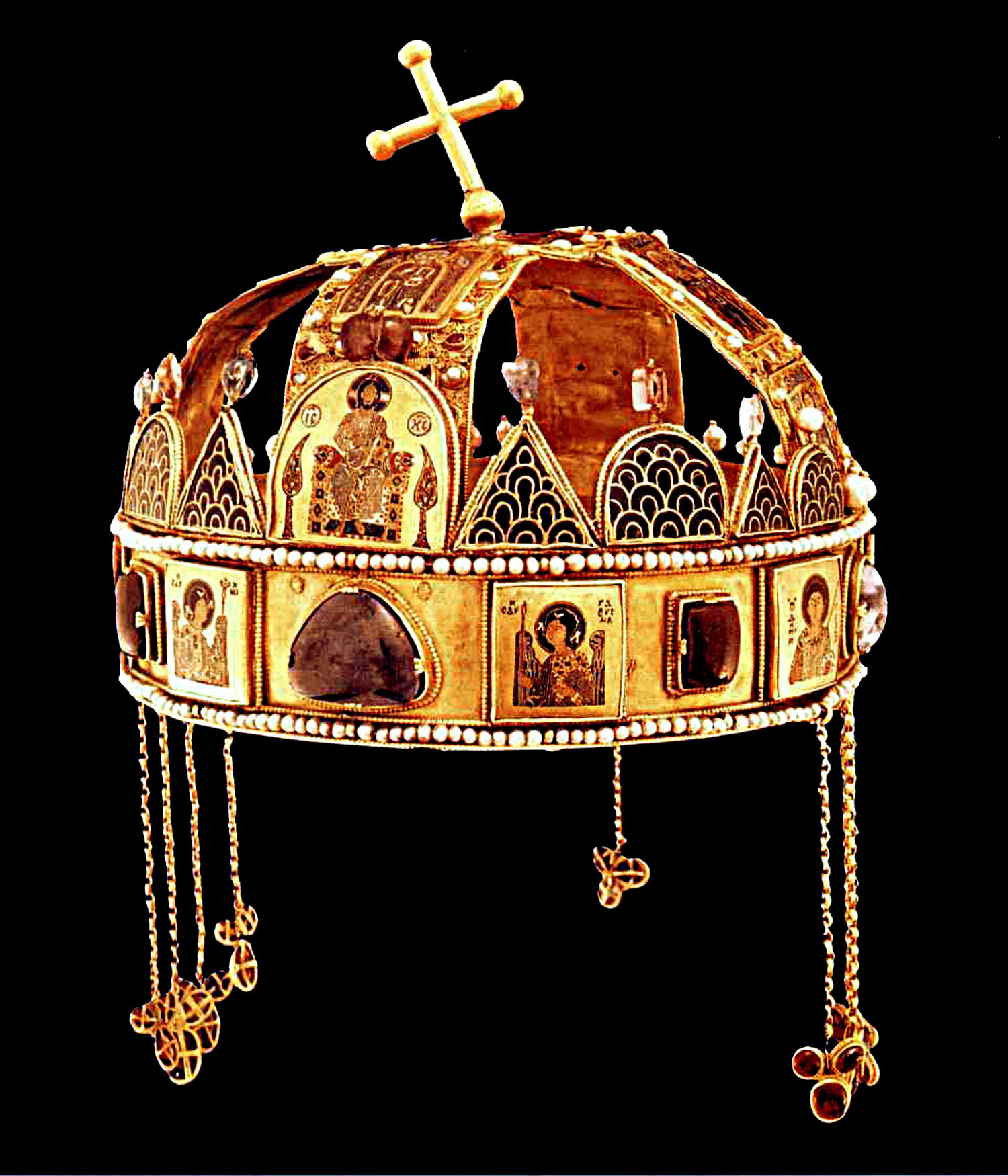
Magyar Szent Korona

I. Szent László király 1091-ben használta a „szlavóniai király” címet. 
1102-ben, Kálmán magyar király uralkodása alatt a Horvát Királyság unióra lépett a Magyar Királysággal, és ezáltal Horvátország autonóm királysággá vált Magyarországon belül, így a Magyar Koronának volt alávetve. Innentől az egymást követő magyar királyok a „Horvátország és Dalmácia királya” címet is viselték.
1136-ban II. Béla király először támadta meg Boszniát, és kezdeményezte, hogy Bosznia kerüljön a Magyar Korona alá. A Boszniai Bánság ugyan a Magyar Koronatartományok része volt, de a középkor nagy részében de facto független állam volt.  
1137-ben II. Béla király felvette a "Ráma királya" ("Rex Ramae") címet, mint Bosznia uralkodója.. Béla király az alsóbbrendű „bosnyák herceg” címet is bevezette felnőtt fia, a későbbi II. László tiszteletbeli címeként.
Miután Nemanja István és fia, Vukan Nemanjić hűséget esküdtek Imre királynak, aki 1202-ben felvette a Szerbia királya címet ("Rex Serviae").
A Halicsi Fejedelemséget II. András király uralkodása alatt csatolták a Magyar Korona Országaihoz, aki felvette a „galíciai király” címet. Az egymást követő királyok általában a „Lodomeria és Galícia királya” címet viselték.
IV. Béla terjeszkedő politikába kezdett Kunország (más néven Havasalföld) felé. Támogatta a keresztény terjeszkedést a Kárpátoktól délre fekvő síkságon élő pogány kunok körében. 1228-ban megalapította a milkói egyházmegyét, amely kezdetben az esztergomi érsekség fennhatósága alá tartozott. A helyi főispánok elismerték hatalmát, és 1233-ban felvette a Kunország királya ("Rex Cumaniae") címet. 
V. István király meghódította Bulgária területét, hűbéreseinek fogadta annak helyi nemeseit, majd a „Bulgária királya” címet viselte.

## Címek listája
|     | Titulus                      | Az első magyar uralkodó ebben a titulusban |
| --- | ---------------------------- | ------------------------------------------ |
| 1.  | Magyarország királya         | I. Szent István király                     |
| 2.  | Horvátország királya         | I. Kálmán király                           |
| 3.  | Szlavónia királya            | I. Szent László király                     |
| 4.  | Szerbia királya              | I. Imre király                             |
| 5.  | Halics fejedelme             | II. András király                          |
| 6.  | Bulgária királya             | V. István király                           |
| 7.  | Kunország királya            | IV. Béla király                            |
| 8.  | Lodomeria és Galícia királya | I. Károly király                           |
| 9.  | Ráma királya                 | II. Béla                                   |
| 10. | Dalmácia királya             | I. Kálmán király                           |
| 11. | Jeruzsálem királya           | II. András király                          |
| 12. | Székelyek ispánja            | I. Szent István király                     |
| 13. | Volhínia hercege             | András magyar királyi herceg               |